# Gopo 2024
A 18-a ceremonie a Premiilor Gopo, organizată de Asociația pentru Promovarea Filmului Românesc cu sprijinul Centrului Național al Cinematografiei, Babel Communications, Dacin Sara și Ministerul Culturii a fost programată la data de 29 aprilie 2024 și a onorat filmele românești și europene apărute în anul 2023. 32 de lungmetraje românești lansate în cinematografe sau pe platforme de streaming în 2023 s-au regăsit pe lista propusă pentru nominalizările categoriei „Cel mai bun film”.
Nominalizările la toate categoriile au fost anunțate la 15 martie 2024. Începând cu această ediție, premiile Gopo au avut două jurii de preselecție, unul pentru categoria lungmetrajelor și cel de-al doilea pentru categoriile documentar și scurtmetraj. Juriul de preselecție care a stabilit nominalizările pentru lungmetraje este alcătuit, ca și până acum, din 11 profesioniști din domeniul cinematografic printre care s-au aflat criticii de film Cristina Corciovescu, Mihai Fulger și Valerian Sava, regizoarele Ruxandra Ghițescu și Ioana Uricaru, actrița Ofelia Popii, directorul de imagine Tudor Lucaciu, monteuza Melania Oproiu, designerul de costume Oana Păunescu, producătoarea Gabriela Suciu și compozitorul Cristian Lolea. Din juriul de documentare și scurtmetraje au făcut parte cinci profesioniști din industrie, aceștia fiind criticii de film Andrei Rus și Ramona Aristide, regizorul Radu Ciorniciuc, scenarista Andreea Vălean și editorul Dan Nanoveanu.
După anunțul nominalizărilor, peste 700 de profesioniști activi din toate domeniile industriei de film românești au fost invitați să voteze pentru desemnarea câștigătorilor trofeelor Gopo 2024, prin intermediul unui mecanism de vot asigurat de firma de audit și consultanță PWC România, cu care organizatorii Premiilor Gopo au un parteneriat încă din anul 2011.

## Nominalizări și câștigători
| Cel mai bun film | Cel mai bun regizor |
| --- | --- |
| - Libertate – producători: Oana Bujgoi Giurgiu, Tudor Giurgiu - Boss – producător: Corneliu Porumboiu - MMXX – producători: Dragoș Bucur, Dorian Boguță, Cristi Puiu, Anca Puiu - Nu aștepta prea mult de la sfârșitul lumii – producători: Adrian Sitaru, Ada Solomon - Spre nord – producători: Radu Stancu, Ioana Lascăr | - Tudor Giurgiu – Libertate - Bogdan Mirică – Boss - Cristi Puiu – MMXX - Radu Jude – Nu aștepta prea mult de la sfârșitul lumii - Mihai Mincan – Spre nord |
| Cel mai bun actor | Cea mai bună actriță |
| - Alex Calangiu – rolul Viorel Stănese din Libertate - Laurențiu Bănescu – rolul Bogdan din Boss - Niko Becker – rolul Dumitru din Spre nord - Soliman Cruz – rolul Joel din Spre nord - Vlad Logigan – rolul Alex din Visul | - Ilinca Manolache – rolul Angela Răducanu din Nu aștepta prea mult de la sfârșitul lumii - Diana Gheorghian – rolul Carmen din Dark Ages - Adelaida Perjoiu – rolul Consuelo din MMXX - Bianca Cuculici – rolul Oana Pfeifer din MMXX - Cătălina Moga – rolul Vera din Tigru |
| Cel mai bun actor în rol secundar | Cea mai bună actriță în rol secundar |
| - Iulian Postelnicu – rolul Lt. Col. Dragoman din Libertate - Mimi Brănescu – rolul Boss din Boss - Cătălin Herlo – rolul Leahu din Libertate - Cuzin Toma – rolul Chiru din Libertate - Șerban Pavlu – rolul Tiberiu Berbece din Nu aștepta prea mult de la sfârșitul lumii | - Maria Popistașu – rolul Ilinca din Taximetriști - Coca Bloos – rolul Vecina din Încă două lozuri - Mirela Oprișor – rolul Stela din Libertate - Otilia Panainte – rolul Macri Ioana Elisabeta din MMXX - Dorina Lazăr – rolul Angela Coman din Nu aștepta prea mult de la sfârșitul lumii |
| Cel mai bun scenariu | Cea mai bună imagine |
| - Cecilia Ștefănescu, Tudor Giurgiu – Libertate - Radu Jude – Nu aștepta prea mult de la sfârșitul lumii - Cristi Puiu – MMXX - Mihai Mincan – Spre nord - Andrei Tănase – Tigru | - George Chiper-Lillemark – Spre nord - Andrei Butică – Boss - Alex Sterian – Libertate - Marius Panduru – Nu aștepta prea mult de la sfârșitul lumii - Tudor Mircea – Visul |
| Cel mai bun montaj | Cel mai bun sunet |
| - Reka Lemhenyi – Libertate - Șerban Georgescu – Cazul Inginerului Ursu - Dragoș Apetri, Cătălin Cristuțiu, Vlad Petri – Între revoluții - Cătălin Cristuțiu – Nu aștepta prea mult de la sfârșitul lumii - Dragoș Apetri – Spre nord | - Tamás Székely, André Rigaut – Libertate - Alexandru Dragomir, Niklas Skarp – Boss - Krzysztof Stasiak, Alexandru Dumitru, Maciej Pawłowski, Alin Zăbrăuțeanu, Dragoș Cătărău – Mammalia - Hrvoje Radnic, Marius Leftărache, Jaime Baksht, Michelle Couttolenc – Nu aștepta prea mult de la sfârșitul lumii - Nicolas Becker, Cyril Holtz, Benjamin Laurent – Spre nord |
| Cea mai bună muzică originală | Cele mai bune decoruri |
| - Marius Leftărache – Boss - Piotr Kurek – Mammalia - Alexei Țurcan – Visul - Alin Zăbrăuțeanu, Călin Torsan – Warboy | - Vali Ighigheanu – Libertate - Iulia Fulicea, Victor Fulicea – Încă două lozuri - Anca Lazăr – Mammalia - Iulia Fulicea – Spre nord - Corina Grămoșteanu – Visul |
| Cele mai bune costume | Cel mai bun machiaj și cea mai bună coafură |
| - Viorica Petrovici – Libertate - Dana Păpăruz – Boss - Radu Jude – Nu aștepta prea mult de la sfârșitul lumii - Iulia Fulicea – Spre nord - Corina Grămoșteanu – Visul | - Petya Simeonova, Domnica Bodogan – Libertate - Gabriela Crețan – Boss - Margareta Ștefan, Bianca Boeroiu – Nu aștepta prea mult de la sfârșitul lumii - Sandra Potamian – Spre nord - Raluca Moldoveanu, Elena Tudor – Visul |
| Debut regizoral | Cel mai bun film documentar |
| - Mihai Mincan – Spre nord - Carla Maria Teaha – De ce mă cheamă Nora când cerul meu e senin - Eugene Buică – Doamna Buică - Cătălina Tesar – Pocalul.Despre fii și fiice - Andrei Tănase – Tigru | - Între revoluții – producător: Monica Lăzurean-Gorgan, regia: Vlad Petri - Cum să fiu mort dacă-s viu? – producători: Anamaria Antoci, Mara Adina, regia: Ilinca Călugăreanu - De ce mă cheamă Nora, când cerul meu e senin – producător: Alina Tarbă, regia: Carla Maria Teaha - Doamna Buică – producător: Eugene Buică, regia: Eugene Buică - Pocalul. Despre fii și fiice – producător: Cătălina Tesar, regia: Cătălina Tesar, Dana Bunescu - Vulturii din Țaga – producător: Claudiu Mitcu, regia: Iulian Manuel Ghervas, Adina Popescu |
| Cel mai bun scurtmetraj | Tânără speranță |
| - Acolo unde bărcile nu ajung – producător: Anamaria Antoci, regia: Vlad Buzăianu - Antrenamentul de noapte – producător: Ligia Prodan, regia: Bogdan Alecsandru - Două vorbe, trei minciuni – producători: Claudiu Mitcu, Ioachim Stroe, regia: Ioachim Stroe - Hanna & Flóra – regia: Nagy Márton - Între marginile zilei – producător: Elena Martin, regia: Andreea Lăcătuș - Toate neamurile – producător: Alexandra Diaconu, regia: Alexandra Diaconu | - Niko Becker – rolul Dumitru din filmul Spre nord - Anca Munteanu – rolul Raluca din filmul Berliner Kindl - Andreea Chiper, Andrei Voineag – regia și montajul filmului Dansez și eu la nunta părinților mei - Una Toma – rolul Sara din filmul Dark Ages - Cristina Iliescu – regia filmului S-a născut un loc - Daniel Bâliș – rolul Nicu din filmul Warboy |
| Gopo pentru cel mai bun film european | Gopo pentru premiul publicului |
| - Anatomia unei prăbușiri – regia: Justine Triet (Franța) - Close – regia: Lukas Dhont (Belgia) - As bestas – regia: Rodrigo Sorogoyen (Spania) - Fallen leaves – regia: Aki Kaurismäki (Finlanda, Germania) - Saint Omer – regia: Alice Diop (Franța) | - - Miami Bici 2 – regia: Jesús del Cerro (569.338 de spectatori și încasări de 15.059.007,63 de lei) |
| Premiul special | Premiul RSC |
| - Adrian Ștefănescu (cascador) | - Alex Sterian |
| Gopo pentru întreaga activitate | Gopo pentru întreaga carieră |
| - Dan Nuțu | - Rodica Mandache |
| Gopo In-Memoriam | |
| - George Constantin - Gina Patrichi | |

## Filme cu multiple nominalizări
- Libertate  – 14
- Spre nord  – 13
- Nu aștepta prea mult de la sfârșitul lumii  – 11
- Boss  – 9
- MMXX  – 6
- Visul  – 6

## Filme cu multiple premii
- Libertate  – 10
- Spre nord  – 3

## Prezentatori și interpretări
| Nume                                  | Rol                                                                 |
| ------------------------------------- | ------------------------------------------------------------------- |
| Claudiu Teohari                       | Prezentatorul premiului pentru cel mai bun sunet                    |
| Claudiu Teohari                       | Prezentatorul premiului pentru cel mai bun scurtmetraj              |
| Claudiu Teohari                       | Prezentatorul premiului pentru cel mai bun machiaj și coafură       |
| Vlad Păunescu                         | Prezentatorul premiului RSC                                         |
| Alex Trăilă                           | Prezentatorul premiului pentru cel mai bun film european            |
| Bogdan Șerban                         | Prezentatorul premiului pentru cea mai bună coloană sonoră          |
| Ana Dumitrașcu Vlad Ionuț Popescu     | Prezentatorul premiului pentru cel mai bun montaj                   |
| Vladimir Teca Angelina Pavel          | Prezentatorul premiului pentru tânără speranță                      |
| Bianca Cuculici Tudor Cucu Dumitrescu | Prezentatorul premiului pentru cea mai bună actriță în rol secundar |
| Ștefan Mihai Alina Berzunțeanu        | Prezentatorul premiului pentru cel mai bun actor în rol secundar    |
| Nicușor Dan                           | Prezentatorul premiului pentru debut regizoral                      |
| Claudiu Teohari                       | Prezentatorul premiului publicului                                  |
| Oana Păunescu                         | Prezentatorul premiului pentru cele mai bune costume                |
| Adrian Văncică Diana Gheorghian       | Prezentatorul premiului pentru cel mai bun scenariu                 |
| Ruxandra Maniu Alexandru Ion          | Prezentatorul premiului pentru cea mai bună imagine                 |
| Claudiu Teohari                       | Prezentatorul premiului special                                     |
| Cristian Pascariu Tudor T. Popescu    | Prezentatorul premiului pentru cel mai bun documentar               |
| Marius Manole                         | Prezentatorul premiului pentru întreaga carieră                     |
| Cristian Niculescu                    | Prezentatorul premiului pentru cele mai bune decoruri               |
| Miruna Berescu Bogdan Dumitrache      | Prezentatorul premiului pentru cea mai bună actriță                 |
| Emilian Oprea                         | Prezentatorul premiului pentru cel mai bun regizor                  |
| Oana Pellea                           | Prezentatorul premiului pentru întreaga activitate                  |
| Maria Obretin Nicu Mihoc              | Prezentatorul premiului pentru cel mai bun actor                    |
| Raluca Turcan Victoria Cociaș         | Prezentatorul premiului pentru cel mai bun film                     |

| Nume                                                    | Cântec    |
| ------------------------------------------------------- | --------- |
| Delta Pe Obraz                                          | Cheamă-te |
| Lavinia Răducanu, Gabi Muzicaș ft. Fanfara Zece Prăjini | Ederlezi  |
| Lucia, Nichita Dembinski                                | Hai acasă |
| Éva Kiss                                                | Libertate |